# Exidiopsis effusa
Exidiopsis effusa é uma espécie de fungo da família Auriculariaceae, e a espécie-tipo do gênero Exidiopsis. Está associado à formação de Lã de gelo na madeira morta.